# Michael Arndt (Politiker, 1941)
Michael Arndt (* 9. November 1941 in Magdeburg) ist ein deutscher Kommunalpolitiker der SPD. Er war von 1999 bis 2001 letzter Landrat des Landkreises Hannover und von 2001 bis 2006 erster Regionspräsident der Region Hannover.

## Biografie
Arndts Eltern zogen 1953 mit ihm und seinem Geschwisterkind von Ost-Berlin (DDR) nach West-Berlin und dann nach Bocholt um. Später zog die Familie nach Braunschweig. Nach dem Abitur 1962 in Braunschweig studierte er Rechtswissenschaften an der Universität Göttingen und der Universität Freiburg. 1968 trat er als Student in die SPD ein. Er promovierte 1970 an der juristischen Fakultät der Universität Göttingen.
Er war ab 1972 als Dezernent bei der Bezirksregierung Lüneburg tätig. 1975 wurde er Kabinettsreferent beim Niedersächsischen Kultusministerium, 1976 Referent im Niedersächsischen Landtag. Anfang der 1980er Jahre war er SPD-Ortsverbandsvorsitzender in Großburgwedel. Ab 1981 war er Dezernent und von 1999 bis 2001 Landrat im Landkreis Hannover. Von 2001 bis 2006 war Arndt Regionspräsident der neu gebildeten Region Hannover. Unter seine Amtszeit fielen unter anderem die Gründung des Zweckverbandes Abfallwirtschaft Region Hannover und des Klinikums Region Hannover, die Fusion der Kreissparkasse Hannover und der Stadtsparkasse Hannover zur Sparkasse Hannover und die Reform des Berufsschulwesens. Von 1992 bis 2017 war er Vorsitzender beim Volksbund Deutsche Kriegsgräberfürsorge für den Kreisverband Region Hannover. 
Seit dem 9. September 2006 ist Arndt Präsident des Verbandes Deutscher Naturparke. Seit 2007 organisiert er die Kinofilmreihe Classic Cinema in Burgwedel.
Arndt ist seit 1968 verheiratet, lebt seit 1978 in Burgwedel und hat drei Kinder.